# Selaginella bifida
Selaginella bifida är en mosslummerväxtart som beskrevs av Delmail. Selaginella bifida ingår i släktet mosslumrar, och familjen mosslummerväxter. Inga underarter finns listade i Catalogue of Life.